# Héroes de Chapultepec (Michoacán)
Héroes de Chapultepec, también llamada Rodeo de San Antonio, es una localidad del estado mexicano de Michoacán. Es parte del municipio de José Sixto Verduzco.

## Toponimia
El nombre la localidad hace referencia a los Niños Héroes, un grupo de cadetes mexicanos que combatieron en la Batalla de Chapultepec.

## Demografía
| Gráfica de evolución demográfica |
|                                  |

| Censo | Población |
| ----- | --------- |
| 1900  | 598       |
| 1910  | 647       |
| 1921  | 645       |
| 1930  | 696       |
| 1940  | 856       |
| 1950  | 787       |
| 1960  | 1218      |
| 1970  | 1413      |
| 1980  | 1939      |
| 1990  | 1971      |
| 2000  | 1819      |
| 2010  | 1651      |
| 2020  | 1382      |